# Чимоне (гора)
Чимоне (итал. Monte Cimone) — гора в Италии на территории Апеннин высотой 2165 м. Высочайшая точка Северных Апеннин.
Находится в провинции Модены. Гора является одним из самых популярных туристических мест этой части Италии.
На вершину ведёт подъёмник, около самой вершины расположена метеорологическая станция.